# 石川昭人
石川 昭人（いしかわ あきひと、1974年〈昭和49年〉10月21日 - ）は、放送作家。個人事務所株式会社φ（ファイ）代表取締役社長。千葉県市原市生まれ、埼玉県さいたま市（旧浦和市）出身。埼玉県立浦和西高等学校卒業、専門学校中退。身長180cm、血液型A型。

## 経歴

### デビューまで
広島県大竹市に在住していた小学校時代、中国放送人気ラジオ番組『サテライトNo.1』を聴きラジオと出会う。
中学時代に埼玉県浦和市に引っ越す。埼玉県立浦和西高校入学後は、軟式野球部主将になった。3打点で打点王になった。高校2年生のときにニッポン放送で放送されていた番組『ウッチャンナンチャンのオールナイトニッポン』の常連ハガキ職人として活躍する。

### 放送作家に
1994年に『ウッチャンナンチャンのオールナイトニッポン』の構成作家藤井青銅に「お前を作家にしてやろうか？」と言われ、藤井に師事。同年秋『上柳昌彦の花の係長 ヨッ!お疲れさん』で放送作家となった。その後、『西川貴教のオールナイトニッポン』と『ゆずのオールナイトニッポン』などをヒットさせる。

### パーソナリティーとして
2005年12月中旬、ニッポン放送 ポッドキャスティングステーションの『激ウラ!!西川貴教のオールナイトニッポン』に出演料なしで出演する。2006年5月から、番組は石川個人のサイト（現在はファイ運営）に移転し、『石川・ホンマ・ぶるんのBe-side Your Life』として配信中。
2006年10月にニッポン放送の『THE 放送サッカーズ』を担当する。2006年10月20日に所属事務所ファイを設立。

## 人物・エピソード
- 豪快な笑い声と素人離れしたトークが特徴。リスナーを「お前（ら）」と呼び、相手を冗談めかして明るくではあるが罵倒するというのがラジオでの基本的なスタイル。『西川貴教のオールナイトニッポン』では、第2のパーソナリティー的な扱いで、西川のボケにツッコミや悪ノリをしている。
- 長年にわたり金髪・ドクロのシルバーアクセサリーがトレードマークとなっている。
- 愛称は「石川アニキ」（※福山雅治が命名。福山曰く、同時期にオールナイトニッポンを担当して一番仲が良かったシンガーソングライターの石川よしひろにちなんだらしい。）
- 『電気グルーヴのオールナイトニッポン』のリスナーだったため、トークや原稿の節々に彼らの影響がみられる。
- パーソナリティとリスナーとの繋がりをラジオの醍醐味と考えており、リスナーに電話する企画を作ることが多い。
- パーソナリティのトークスタイルによっては、あえて自身の笑い声を放送にのせることもある。
- 近年では珍しく、PCではなく手書きで台本を書くことも多い。

## 現在の担当番組

### 構成
- 乃木坂46のオールナイトニッポン
- 大竹しのぶの“スピーカーズコーナー”（NHKラジオ第一）
- BreakingDown RADIO（ニッポン放送）
- ANIMEコンシェルジュ（ニッポン放送）
- トータルテンボスのぬきさしならナイト!（オールナイトニッポンPODCAST）
- 西川貴教のニシナナLIVE（17LIVE）

### 出演
- 石川・ホンマ・ぶるんのBe-side Your Life（ネットラジオ）

## 過去の担当番組

### テレビ
- 福山雅治と西川貴教のオールナイトニッポンTV
- サンデージャポン

### ラジオ
- 上柳昌彦の花の係長 ヨッ!お疲れさん
- あなたがいるから、矢口真里
- 鈴木あみ RUN!RUN!あみ～ゴ!
- ラジオ・チャリティー・ミュージックソン(1998年、1999年、2003年、2006年、2012年、2023年)
- ゆずのオールナイトニッポン
- 飯田圭織・今夜も交信中!
- LF+RフライングNIGHT!
- グローバーのウラナイ!
- 荘口・山瀬の涙の電話リクエスト
- 西川貴教のオールナイトニッポン
  - 西川貴教のallnightnippon SUPER!
  - T.M.Revolution西川貴教のオールナイトニッポン Music Revolution
  - 西川貴教のちょこっとナイトニッポン
- 和田薫のオールナイトニッポンR プロデューサーズナイト
- より子。のオールナイトニッポンR
- 知ってる?24時。（木曜担当。帯担当は2005年6月まで）
- レイザーラモンRGのオールナイトニッポンR
- 福山雅治のオールナイトニッポン(1996年10月~12月、月曜1部)
- 福山雅治のオールナイトニッポンサタデースペシャル・魂のラジオ（～2006年10月まで担当、バイクチーム「クレイジーホース」発起人の1人兼メンバー）
- アンジェラ・アキのオールナイトニッポン（2006年6月19日、2007年9月21日）
- EE JUMPのラジオでいいじゃん
- 目からウロコ!24
- THE 放送サッカーズ(水曜日)

人生初、地上波レギュラーメインパーソナリティ。キャッチコピーは「ラジオ界の裏番長」、番組名考案者とされている。石川とリスナーとの生電話「マジックテレフォン」が軸。番組エンディングは自身の初担当番組『上柳昌彦の花の係長　ヨッ!お疲れさん』同様、必ず外中継。2006年10月期の聴取率調査では、全曜日の同番組の中で、トップの聴取率を記録（鈴木おさむ担当の木曜日OA及び番組HPより）。放送期間は2006年10月4日-2007年3月28日である。石川が他の3人より無名であること、ラジオしか仕事がないことなどを毎回イジられた。
- テリーとうえちゃんのってけラジオ
- テリー伊藤のってけラジオ
- イノヴィ解放同盟
- メダマ!?ラジオ（木曜日）
- ナナカナ（ラジオ大阪）
- くりぃむしちゅーのオールナイトニッポン
- ミューコミ（月曜日）
- ますおかちゃんねる
- 上柳昌彦 ごごばん!
- 垣花正のあなたとハッピー!（木曜日）
- 大竹しのぶのオールナイトニッポンGOLD
- チャラン・ポ・ランタンのオールナイトニッポン0(ZERO)
- Alice9ちゃんねる
- 八木亜希子 Cafe どようび

- ニッポン食紀行
- 大竹しのぶ ねちゃダメだよ、ZZZ
- ToshlのオールナイトニッポンPremium
- 土屋礼央 レオなるど（月曜日、構成）
- 乃木坂46 新内眞衣のオールナイトニッポン0(ZERO)
- オールナイトニッポンサタデースペシャル 大倉くんと高橋くん
- AKIのオールナイトニッポン0
- YUGO・荘口やりやラジオ

他多数

### ウェブ配信
- 西川貴教のイエノミ!!（2011年 - 2017年 、ドワンゴ・ニコニコ生放送） - 構成・演出
- 西川学園高等学校、略してN校!（2017年10月26日 - 2019年3月29日、ドワンゴ・ニコニコ生放送） - 構成、演出
- ALICE9ちゃんねる（ニコニコ生放送） -  構成・演出
- 黒夢のユメニコ（ニコニコ生放送） -  構成・演出
- ぶいおん!!!（ニコニコ生放送） -  構成・演出
- accessのオールナイトニッポン動画（2014年12月 - 2021年3月、ニコニコ生放送・Fanicon） - 構成・演出

### イベント
- ALL LIVE NIPPON vol.4
- ALL LIVE NIPPON vol.6（1日目)
- イナズマロックフェス - 龍神ステージ（旧 エンタメステージ）- 構成・舞台監督（2010年∼2019年、2022年∼2024年）
- 爆絶開運！新春モンスト大感謝祭 - 構成・舞台監督（2017年1月）
- EXIT TUNES ACADEMY UNDOKAI - 構成（2017年∼2018年）

など

## 書籍
- 『YUZU ON AIR―ゆずのオールナイトニッポン第1期全記録』ニッポン放送プロジェクト、2000年、ISBN 4594030416
- 『別注カドカワ 総力特集 西川貴教』角川書店、2006年、ISBN 9784048944724 - 西川との対談企画で登場
- 『深夜のラジオっ子　─リスナー・ハガキ職人・構成作家』筑摩書房、2018年、ISBN 978-4-480-81542-2 - インタビュー記事
- 『くりぃむしちゅーのオールナイトニッポン 番組オフィシャルブック』総合法令出版、2021年、ISBN  978-4-862-80793-9 - インタビュー記事
- 『深解釈オールナイトニッポン～10人の放送作家から読み解くラジオの今』扶桑社、2022年、ISBN  978-4-594-09176-7 - インタビュー記事

- 学生新聞